# 荷包蘚
荷包蘚（学名：Garckea flexuosa）为牛毛蘚科荷苞蘚屬下的一个种。